# Korljatja
Korljatja (ryska: Корляча) är ett vattendrag i Belarus.   Det ligger i voblasten Vitsebsks voblast, i den norra delen av landet, 260 km nordost om huvudstaden Minsk.
Omgivningarna runt Korljatja är en mosaik av jordbruksmark och naturlig växtlighet. Runt Korljatja är det glesbefolkat, med 10 invånare per kvadratkilometer.